# Reformers FC
Der Reformers Football Club, kurz Reformers genannt, war ein Fußballverein aus Montevideo in Uruguay.

## Geschichte
Der Verein, dessen Mannschaft weiße Trikots mit einem diagonalen grünen Streifen trug, stieg 1912 in die uruguayische Primera División auf, in der er ab 1913 bis zum Abstieg als Tabellenletzter in der Saison 1921 verblieb. 1923 trat er während der Phase der Aufspaltung der Organisationsstruktur im uruguayischen Fußball im von der Federación Uruguaya de Football (FUF) ausgerichteten Parallelwettbewerb an und beendete die Saison auf Rang 22. Daraus resultierte der Abstieg in jener Spielzeit. Anschließend trat der Verein nicht mehr auf höchster Ligaebene in Erscheinung.
Zu den Präsidenten des Vereins zählte unter anderem Atilio Narancio (1883–1952).